# Ічкеринський округ

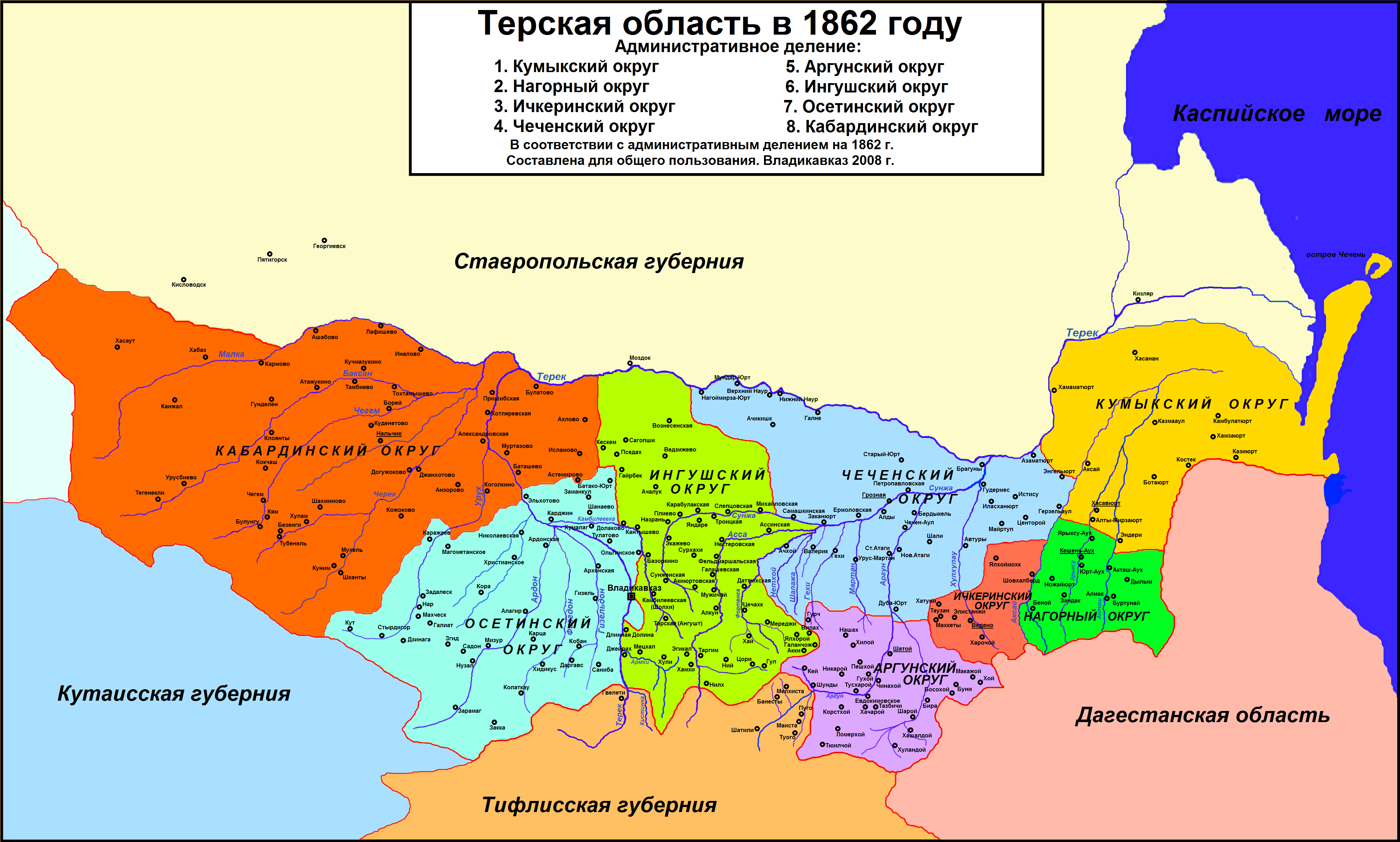
Ічкеринський округ (червоний колір) у складі Терської області у 1862 році

Ічкеринський округ — адміністративно-територіальна одиниця Терської області Російської імперії, що існувала в 1860—1870 роках, на території історичної області Ічкерія.

## Географічне розташування
Розташовувався у східній частині Північного Кавказу в районі басейну річок Хулхулау, Аксая та Яриксу, охоплював територію сучасної південно-східної частини Чечні.
Межі: на півночі по Лісистому хребту з Чеченським округом, на півдні з Дагестанською областю, на південному заході з Аргунським округом, на сході з Нагорним округом.

## Історія
Утворений у 1860 році. У 1860 році вся територія Північного Кавказу була поділена на Ставропольську губернію, Кубанську, Терську та Дагестанську області. Терська область складалася з 8 округів: Кабардинського, Осетинського, Інгуського, Аргунського, Чеченського, Ічкеринського, Нагорного та Кумицького.
Адміністративним центром Ічкеринського округу був аул Ведено. З 1870 Ічкерінський округ став називатися Веденським округом, за назвою центру Ічкерії аула Ведено. Хоча назва Ічкеринський округ у деяких джерелах продовжувала згадуватися як друга назва Веденського, паралельно з нею.
У 1888 році Веденський (Ічкеринський) округ разом з Аргунським та Чеченським округами був об'єднаний в один Грозненський округ.

## Населення
Основне населення Ічкерінського округу становили ічкерійські чеченці — нохчмахкахойці.

## Адміністративний поділ
В адміністративному відношенні спочатку в 1862 округ ділився на 2 наїбства (ділянки).
- Веденське центр укр. Ведено . Населення на 1868 — 8105 чоловік[3] .
- Даргинське — центр с. Гордали. Населення на 1868 рік — 6794 чоловік.